# Verity Lambert
Pour les articles homonymes, voir Lambert.
Verity Ann Lambert, officière de l'ordre de l'Empire britannique, est née le 27 novembre 1935 à Londres et morte le 22 novembre 2007. Elle est une productrice de séries télévisées et de films anglaise. Elle est connue pour être la première productrice de la série de science-fiction Doctor Who, l'une des séries les plus célèbres de la culture populaire britannique. Elle est aussi la productrice de films et de séries telles que Adam Adamant Lives!, L'Homme que je suis, Rock Follies, Minder, Widows, G.B.H., Jonathan Creek et Love Soup.
Verity Lambert commence à travailler à la télévision dans les années 1950 et continue de travailler comme productrice jusqu'à sa mort. Quittant la BBC en 1969, elle travaille pour d'autres compagnies telles que Thames Television ou Euston Film dans les années 1970 et 1980. Elle travaille aussi dans le cinéma pour EMI Films et crée sa propre compagnie de production en 1985, Cinema Verity.
Selon le British Film Institute, Verity Lambert était « une de ces productrices capables de créer un univers fascinant pour le petit écran avec un script minuscule et une équipe composée d'une demi-douzaine de personnes. »
Verity Lambert est une des premières femmes productrices à la télévision britannique. À ses débuts sur Doctor Who en 1963, elle est à la fois le plus jeune producteur et la seule femme productrice travaillant dans les fictions de la BBC.

## Premiers métiers

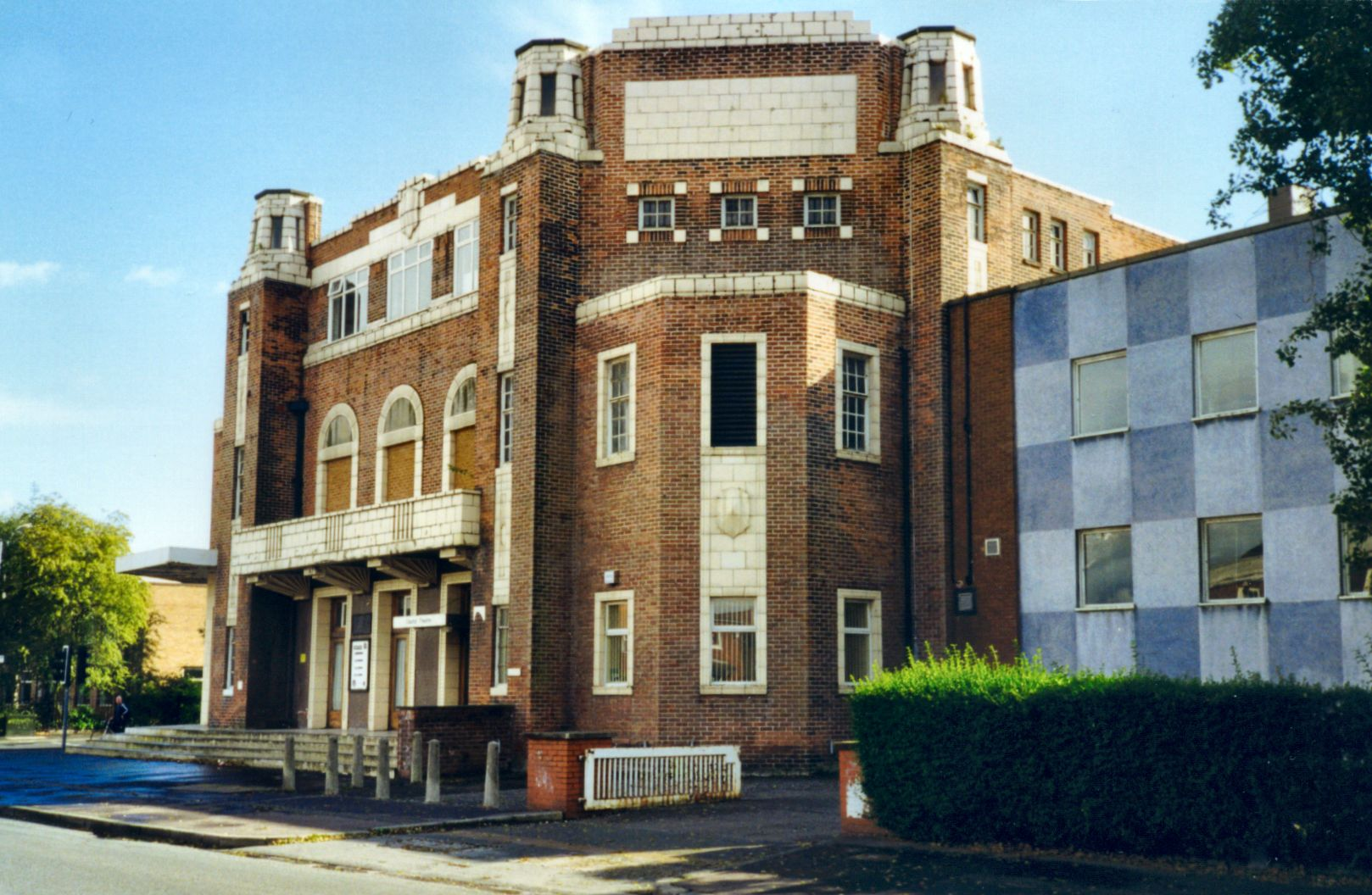
Les studios d'ABC à Didsbury dans le comté de Manchester, dans lesquels Verity Lambert travaillera jusqu'à la fin des années 1950.

Née et élevée à Londres, Verity Lambert part à 16 ans pour Paris afin d'étudier pendant un an à la Sorbonne puis revient étudier 18 mois dans un collège de secrétaire de Londres. Son premier métier est de taper les menus d'un hôtel du Kensington car elle savait parler français. En 1956, elle entre dans le monde de l'industrie télévisuelle comme secrétaire au service de presse de Granada Television, job dont elle se fait virer après six mois.
Après son renvoi de la Granada, Verity Lambert devient sténographiste chez ABC Television. Elle devient assez vite la secrétaire du chef de la fiction, avant d'être secrétaire de production sur une émission nommée State Your Case. Elle passe de l'administration à la production, travaillant sur la programmation de la série anthologique Armchair Theatre à l'époque très appréciée du nouveau chef de la fiction, le producteur canadien Sydney Newman.
À l'époque, des accidents assez graves pouvaient se passer durant la diffusion en direct des programmes. Le 30 novembre 1958, alors qu'elle travaillait comme assistante de production sur Armchair Theatre, un acteur meurt durant la diffusion de la pièce Underground. Elle est obligée de s'occuper de la réalisation pendant que le réalisateur Ted Kotcheff travaillait avec les acteurs à côté afin qu'ils puissent remplacer l'acteur décédé.
En 1961, elle quitte ABC, passant un an à travailler comme assistante personnelle du producteur américain David Susskind à New York.
De retour en Angleterre, elle revient chez ABC avec l'intention de devenir réalisatrice, mais cantonnée à la place d'assistante de production pour un an, elle décide d'abandonner sa carrière à la télévision.

## Les années BBC
En décembre 1962, Sydney Newman quitta ABC pour devenir le responsable de la fiction de la BBC Television, et dans l'année, Verity Lambert le rejoignit sur la chaine. Il la recruta afin qu'elle puisse produire Doctor Who, un programme qu'il avait personnellement imaginé. La série avait été conçue comme une série de science-fiction éducative pour les enfants. Le programme racontait les aventures d'un vieil homme voyageant dans l'espace temps avec des compagnons non voulus dans un vaisseau plus grand à l'intérieur qu'à l'extérieur. Ce programme était un risque et beaucoup ne pensaient pas qu'il dépasserait les 13 semaines.
Verity Lambert n'était pas le premier choix de Newman pour cette série mais deux réalisateurs avaient décliné la proposition et il souhaitait qu'elle prenne ce travail car il connaissait ses compétences à ABC. « Je pense que la meilleure chose que j'ai faites sur Doctor Who fut de trouver Verity Lambert » avoue-t-il au Doctor Who Magazine en 1993. Il dit se souvenir de ses colères et de ses disputes alors qu'elle n'était pas très expérimentée en tant que productrice.
À son arrivée à la BBC en juin 1963, il fut décidé qu'elle serait chaperonnée par un producteur associé plus expérimenté, Mervyn Pinfield, afin de l'aider. Doctor Who démarra le 23 novembre 1963 et devint assez vite une série à succès de la BBC, gagnant de la popularité grâce aux Daleks, des extra-terrestres qui devinrent un phénomène de mode en Angleterre. À l'époque, le supérieur de Verity Lambert, Donald Wilson, n'était pas très enthousiaste au sujet des Daleks mais après le succès qu'eut le sérial, il comprit qu'elle connaissait la série bien mieux que lui et n’interféra plus dans ses décisions. Le succès de Doctor Who et des Daleks attira l'attention sur Verity Lambert. En 1964, le Daily Mail publia des photos du tournage de la série en commentant sur le charme de la jeune productrice : "Les actes des Daleks…. sont conduits par une jeune femme remarquablement attrayante du nom de Verity Lambert, qui, à 28 ans est la plus jeune mais aussi la seule femme productrice à la BBC. Elle excluait d'ailleurs fortement que les Daleks puissent un jour éclipser Dr Who
Verity Lambert s'occupa des deux premières saisons de la série pour la quitter en 1965. « Il était temps que la série trouve une nouvelle impulsion » dira-t-elle trente ans plus tard au Doctor Who Magazine. « Ça n'était pas que je n'aimais plus Doctor Who, c'est juste que j'avais ressenti que le temps était venu. J'avais eu 18 mois extrêmement condensés, à superviser quelque chose comme 70 épisodes. Je sais que ça ne gène pas certains de faire du Soap toute leur vie, mais j'avais senti que Doctor Who avait besoin que quelqu'un vienne donner un nouveau point de vue. »
Elle s'occupa d'une autre série de la BBC créée par Sydney Newman, une série d'action aventure nommée Adam Adamant Lives! (1966–67). La longue période de développement de Adam Adamant décala sa production et à cette époque, Newman lui confia les premiers épisodes d'un nouveau soap opera, The Newcomers Elle fut chargée d'autres productions de la BBC comme la série criminelle Detective (1968–69) et une adaptation en 26 épisodes des histoires de William Somerset Maugham (1969). Durant cette période, les Monty Python lui firent un clin d'œil dans le sketch de 1969 Buying a Bed, où l'on trouve deux vendeurs l'un nommé Mr Verity et l'autre Mr Lambert.
En 1969 elle quitta la BBC pour rejoindre la London Weekend Television afin de produire les séries Budgie (1970–72) et Between the Wars (1973). En 1974 elle revint à la BBC en indépendant afin de produire Shoulder to Shoulder, une mini-série en six fois 75 minutes sur le mouvement des suffragettes.

## Thames Television et Euston Films

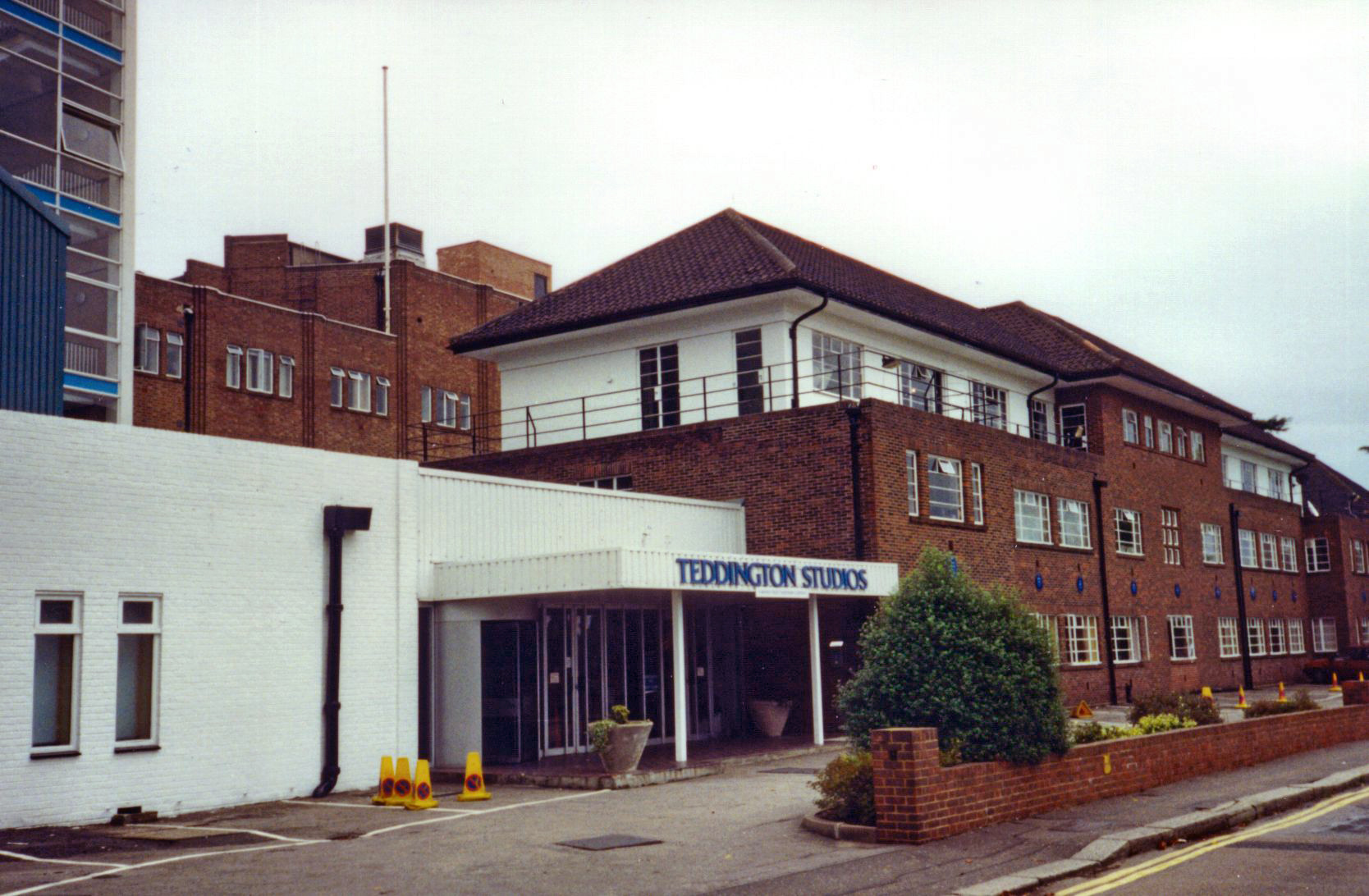
Les studios Teddington de Londres, où de nombreuses séries de la Thames furent supervisées et produites dans les années 1970 par Verity Lambert.

C'est en 1974 que Verity Lambert occupa la place de responsable de la fiction chez Thames Television, une filiale de ses anciens employés d'ABC. À cette époque, elle supervisa plusieurs séries à succès sur la chaîne ITV comme L'Homme que je suis (1975), Rock Follies (1976–77), Rumpole of the Bailey (1978–92) et Edward and Mrs. Simpson (1978). En 1976, elle fut aussi responsable de la supervision d'une compagnie de film de la Thames, nommée Euston Films (en) connue pour avoir produite Regan. En 1979 elle supervisa la production de séries comme Quatermass (1979), Minder (1979–94) et Widows (1983).
De cette période, Verity Lambert y connut de nombreux succès : L'Homme que je suis gagna un British Academy Television Award (BAFTA) pour son acteur John Hurt, ainsi que le prix de la Broadcasting Press Guild et le prix Italia; Rock Follies gagna un BAFTA et le prix de la Royal Television Society tandis que Widows fut nommée de nombreuses fois au BAFTA et fut vue par près de 12 millions de spectateurs sur six semaines consécutives. Minder devint la plus longue série produite par Euston Films, et survécut au départ de Verity Lambert pendant plus de dix ans.
En 1982, elle rejoint le conseil d'administration de la Thames et est à la tête du département fiction de la compagnie. Elle quitte la Thames en novembre 1982 afin d'occuper son premier poste dans l'industrie du film en devenant directrice de production chez EMI Films. L'industrie du film anglais était à une période assez critique et son travail devint vite frustrant, même si elle réussit à faire émerger quelques projets comme le film de John Cleese Clockwise (1986). Elle avoue plus tard au journal The Independent toute sa frustration : « Malheureusement, la personne qui m'engagea était quelqu'un qui ne voulait pas produire des films et ne voulait pas de moi. Je suis quand même fière d'avoir pu faire produire le film de Dennis Potter Dreamchild et Clockwise avec John Cleese — c'était une expérience assez dure et peu enthousiasmante. »
Verity Lambert fit partie du British Film Institute en 1981 et 1982.

## Cinema Verity
Fin 1985, Verity Lambert quitta la EMI, frustrée par le manque de succès et par les mesures de "restructuration" prises par la compagnie. Elle fonda sa propre compagnie indépendante, Cinema Verity. Le premier film qu'elle produisit en 1988, Un cri dans la nuit avec Sam Neill et Meryl Streep, s'inspirait de l'« affaire de la disparition d'Azaria Chamberlain » en Australie. Elle produisit des sitcoms pour la BBC1 : May to December qui dura de 1989 à 1994 et So Haunt Me (en) de 1992 à 1994, et plusieurs feuilletons : Sleepers (BBC1, 1991) et The Cazalets (en) (BBC One, 2001), une coproduction de Joanna Lumley, qui souhaitait adapter les romans de Elizabeth Jane Howard.
En 1991, Verity Lambert fut la productrice d'une série d'Alan Bleasdale nommée G.B.H. pour Channel 4 qui reçut de nombreuses appréciation de la critique et plusieurs prix. Les relations entre Lambert et Bleasdale furent d'ailleurs assez tendues, l'écrivain expliqua dans plusieurs interview qu'il lui était arrivé plusieurs fois de « vouloir tuer Verity Lambert » car elle avait insisté pour couper une grande partie du script initial. Avec le temps, Bleasdale admit qu'elle avait raison sur la majorité de ce qu'elle a coupé et que seule une toute petite scène lui manque sur tout ce qu'elle a changé.
Les productions de Cinema Verity ne furent pas tous des succès, comme le fut le soap opéra Eldorado, une coproduction de la BBC qui racontait les aventures d'une communauté anglaise expatriée en Espagne. Il s'agissait à l'époque de la commande la plus chère que la BBC eut donné à une compagnie de production indépendante. Lancée avec une campagne de publicité colossale et diffusée à une heure de grande écoute trois soirées par semaine sur la BBC1, la série fut un échec critique et ne dura qu'un an de 1992 à 1993. La biographie de Verity Lambert sur Screenonline suggère plusieurs raisons de cet échec : le manque d'équipement, le scénario qui tournait au mélodrame, le thème de l'expatriation qui fut exploité au lieu d'être exploré, Un article du Guardian en 2002 estimait qu'il s'agissait là d'« un des échecs les plus chers de l'histoire de la télé. »
Dès le début des années 1990, Verity Lambert tenta de reprendre les droits de Doctor Who dont la série était en hiatus depuis 1989, mais ses efforts furent vains car la BBC était déjà en train de négocier avec le producteur Philip Segal pour adapter la série aux États-Unis. Elle continua aussi en tant que productrice indépendante en dehors de sa propre compagnie, comme son travail sur la série de l'écrivain David Renwick (en), Jonathan Creek. De 1998 à 2004 elle produisit aussi les 18 épisodes de la série en quatre saisons ainsi que deux épisodes spéciaux de Noël. Ils collaborèrent ensemble sur une autre comédie dramatique, Love Soup avec Tamsin Greig et diffusé sur BBC1 à l'automne 2005. Son dernier travail se fit sur la production de la saison 2 de Love Soup. Un hommage à sa mémoire peut être vu à la fin du premier épisode, le 1er mars 2008.

## Vie personnelle
En 1973, Verity Lambert se maria avec le réalisateur Colin Bucksey (de dix ans plus jeune qu'elle), mais le mariage est rompu en 1984, et ils divorcèrent en 1987,,. Elle n'a aucun enfant et dit une fois dans une interview « Je ne supporte pas les bébés - enfin si, j'aimais les bébés aussi longtemps que leurs parents les tiennent éloignés de moi. »
En 2002, elle fut ordonnée officière de l'ordre de l'Empire britannique pour ses services en tant que productrice à la télévision et au cinéma britannique, et reçu la même année le prix B BAFTA Alan Clarke de la contribution remarquable à la télévision.
Elle mourut d'un cancer en 2007, cinq jours avant son 72e anniversaire. L'épisode spécial noël de Doctor Who de 2007, Une croisière autour de la Terre affiche un hommage à sa mémoire en début de générique final.

## Héritage
En 2000 deux de ses productions Doctor Who et L'Homme que je suis, finirent respectivement quatrième et troisième dans le classement du British Film Institute des 100 meilleurs programmes de la télévision britannique du XXe siècle.
En 2007, dans l'épisode de Doctor Who, La Famille de sang, le Docteur, se prenant pour un homme du nom de John Smith parle de ses parents qui ont pour nom Sydney et Verity, un hommage des scénaristes à Sydney Newman et Verity Lambert. De plus, dans l'épisode La Prophétie de Noël il croise la petite fille d'une femme qu'il avait aimé un siècle auparavant et qui se nomme Verity Newman.
En 2008, la sortie DVD de l'épisode de 1965 The Time Meddler sur lequel se trouvent les derniers commentaires audio d'un épisode qu'elle eu pu faire avant sa mort, contient aussi un petit documentaire Verity Lambert Obituary sur sa vie en tant que cocréatrice de la série.
Un court-métrage non officiel filmé par deux étudiants (Thomas Cowell et Joey Guy) intitulé Verity: Men, Bitches & Daleks ("Verity : Des hommes, des garces et des Daleks") tente de raconter ses mésaventures en tant que productrice de Doctor Who et sa relation avec Sydney Newman.
En 2013, à l'occasion du cinquantième anniversaire de Doctor Who, la BBC produit An Adventure in Space and Time, un téléfilm racontant les origines de la série. Verity Lambert y est incarnée par l'actrice Jessica Raine.

## Filmographie
- Doctor Who (1963-1965), productrice
- Adam Adamant Lives! (1966-1967), productrice
- Detective (1968), productrice
- Take Three Girls (1969), productrice
- W. Somerset Maugham (1969-1970), productrice
- Budgie (1971), productrice
- Between the Wars (1973), productrice
- The Silver Mask (1973), productrice
- A.D.A.M. (1973), productrice
- Achilles Heel (1973), productrice
- After Loch Lomond (1973), productrice
- Shoulder to Shoulder: Sylvia Pankhurst (1974), productrice
- L'Homme que je suis (The Naked Civil Servant) (1975), productrice exécutive
- Rock Follies (1976), productrice exécutive
- Couples (1976), productrice exécutive
- The Norman Conquests (1977), productrice
- ITV Playhouse : Roadrunner (1977), productrice exécutive
- The Sailor's Return (1978), productrice exécutive
- Charlie Muffin (1979), productrice exécutive
- Quatermass (1979), productrice exécutive
- The Knowledge (1979), productrice exécutive
- A Performance of Macbeth (1979), productrice exécutive
- Fox: King Billy (1980), productrice exécutive
- The Flame Trees of Thika (1981), productrice exécutive
- Saigon: Year of the Cat (1983), productrice
- The Nation's Health (1983), productrice exécutive
- Reilly: Ace of Spies (1983), productrice exécutive
- Widows (1983), productrice executive
- Minder (1979-1984), productrice exécutive
- Morons from Outer Space (1985), productrice exécutive
- Clockwise (1986), productrice exécutive
- Link (1986), productrice exécutive
- Un cri dans la nuit[27] (1988), productrice
- American Roulette (1988), productrice exécutive
- Coasting: Offshore (1990), productrice
- G.B.H. (1991), productrice exécutive
- Sleepers (1991), productrice exécutive
- Boys from the Bush (1991), productrice
- Eldorado (1992), productrice
- Comics (1993), productrice
- Class Act (1994), productrice
- Heavy Weather (1995), productrice
- Temp (1995), productrice
- She's Out (1995), productrice
- A Perfect State (1997), productrice exécutive
- Jonathan Creek (1998-2004), productrice
- The Cazalets (2001), productrice
- Love Soup (2005-2008), productrice